# 瓦讷
瓦讷（法語：Vannes，法語發音：[van] ⓘ），法国西部城市，布列塔尼大区莫尔比昂省的一个市镇，同时也是该省的省会，下辖瓦讷区，其市镇面积为32.3平方公里，2022年1月1日时人口数量为54,955人，是该省人口第二多的市镇，在法国城市中排名第117位。
瓦讷位于布列塔尼半岛南侧，莫尔比昂湾的一处峡湾尾部，是一个区域性的中心城市和交通枢纽。瓦讷是法国艺术与历史之城，自高卢-罗马时期开始建城，中世纪中后期逐渐成为当地的工商业中心，现代因旅游业而得到发展。

## 地名来源

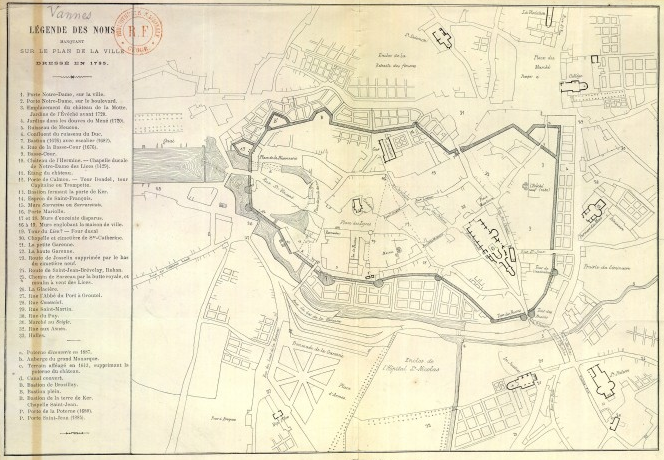
1785年的瓦讷地图

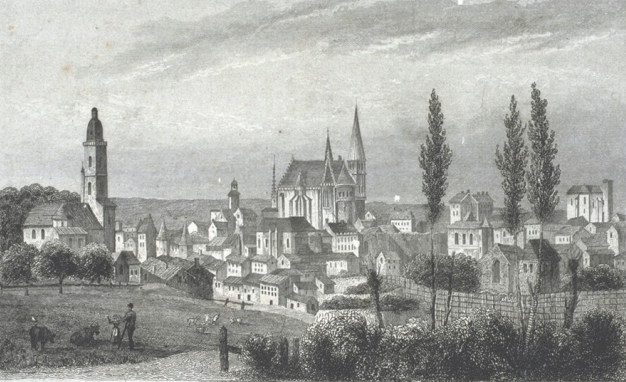
1836年的瓦讷

“瓦讷”一名来源于古典时期生活于此的高卢部落——韦内特人。

## 历史
瓦讷建城史始于古典时期，彼时韦内特人的活动范围，罗马人入侵后在莫尔比昂湾北侧修建了达里奥里图姆，成为瓦讷城市的前身，一条罗马大道由此通过。5世纪后，瓦讷成为一个主教教区首府，帕泰恩为首任主教，后者也是“布列塔尼七圣”之一。中世纪初，布列塔尼伯爵瓦罗克二世建立布罗埃雷克王国，定都瓦讷。公元9世纪初，布列塔尼国王诺米诺埃吞并瓦讷，后维京人占领了此地并进行了大规模的破坏。12世纪后，瓦讷逐渐恢复重建。布列塔尼公爵约翰四世主持修建了瓦讷城堡，并将瓦讷的城市范围扩大至五公顷，瓦讷成为布列塔尼半岛重要的商业中心之一。1675至1689年间，为了对抗印花税暴乱，路易十四将布列塔尼议会由雷恩迁至瓦讷。18世纪后，随着海洋航路的开辟，瓦讷港口得到大规模的整治。法国大革命后，瓦讷成为莫尔比昂省的省会。19世纪末，连接瓦讷的铁路建成通车，当地出现了多个工业部门，市区内新建了市政厅等公共建筑。二战后，瓦讷因旅游业的发展而聚集了大量人口，市区北部得到开发，成为新的城市用地。

## 地理

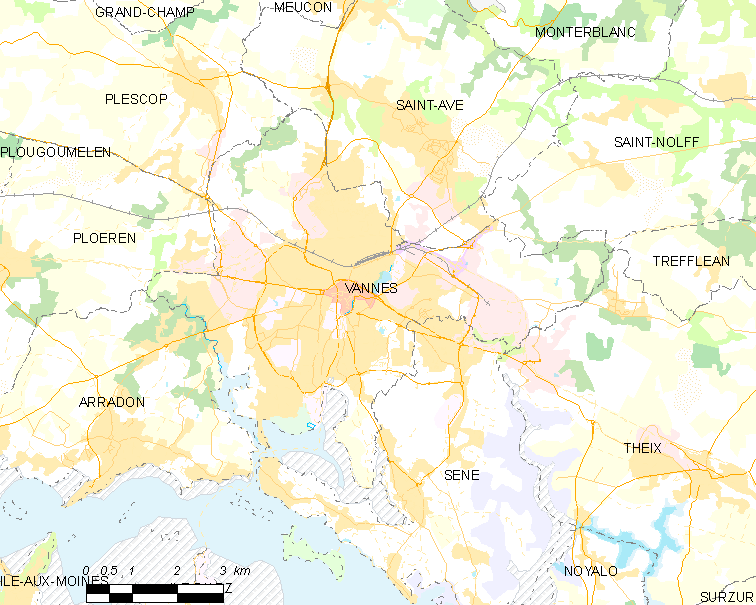
瓦讷市镇范围地图

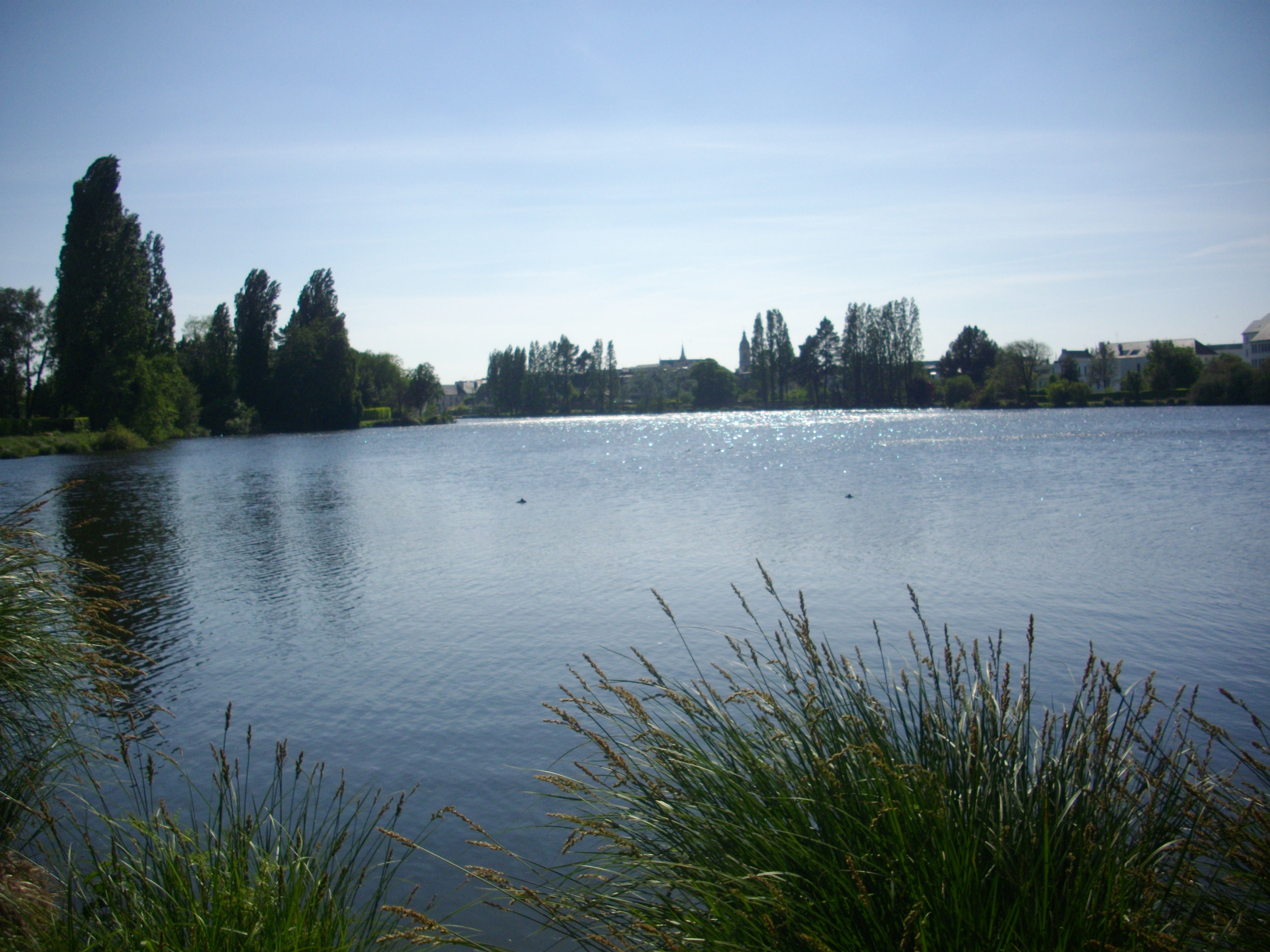
迪克湖

瓦讷位于法国西部，布列塔尼大区南部和莫尔比昂省南部，距离首都巴黎大约460公里，距离大区首府雷恩大约115公里。与瓦讷接壤的市镇包括：圣阿韦、圣诺尔夫、塞内、阿拉东、普莱朗、普莱斯科普、泰克斯-努瓦亚洛。

### 地形
瓦讷位于布列塔尼半岛南侧，莫尔比昂湾北侧，境内地势较为平坦，北侧略高于南侧，全境海拔在0到56米之间。
由于莫尔比昂湾为一个较为封闭的内海，且瓦讷位于该内海的一处峡湾尾部，海岸线较短，故瓦讷一般不被认为是一座海滨城市。

### 水文
瓦讷境内的主要河流包括马尔勒河、万桑河、默孔河（Le Meucon）和塞内河（Le Séné），均独立入海，属于潮汐河。马尔勒河上的迪克湖（Étang de Duc）是当地主要的水域。

### 植被
瓦讷属于温带落叶林区，市区内的主要绿地分布在西部和北部郊区，以及市区内的加雷讷公园（Parc de la Garenne）。
在鲜花城市的评比中，瓦讷被评为4星级（最高级）鲜花城市。

### 气候
瓦讷在柯本气候分类法中属于典型的温带海洋性气候，受到北大西洋暖流的正面影响，降水多于同气候带内陆地区。
瓦讷境内设有气象站，以下为该气象站的数据（其中日照数据取自洛里昂）：
| 瓦讷1981年－2019年  | 瓦讷1981年－2019年 | 瓦讷1981年－2019年 | 瓦讷1981年－2019年 | 瓦讷1981年－2019年 | 瓦讷1981年－2019年 | 瓦讷1981年－2019年 | 瓦讷1981年－2019年 | 瓦讷1981年－2019年 | 瓦讷1981年－2019年 | 瓦讷1981年－2019年 | 瓦讷1981年－2019年 | 瓦讷1981年－2019年 | 瓦讷1981年－2019年 |
| 月份                | 1月                | 2月                | 3月                | 4月                | 5月                | 6月                | 7月                | 8月                | 9月                | 10月               | 11月               | 12月               | 全年               |
| ------------------- | ------------------ | ------------------ | ------------------ | ------------------ | ------------------ | ------------------ | ------------------ | ------------------ | ------------------ | ------------------ | ------------------ | ------------------ | ------------------ |
| 历史最高温 °C（°F） | 19.2 (66.6)        | 18.5 (65.3)        | 24.4 (75.9)        | 26.4 (79.5)        | 29.5 (85.1)        | 35.1 (95.2)        | 36.4 (97.5)        | 38.4 (101.1)       | 32.5 (90.5)        | 27.5 (81.5)        | 18.9 (66.0)        | 15.6 (60.1)        | 38.4 (101.1)       |
| 平均高温 °C（°F）   | 9.7 (49.5)         | 10.8 (51.4)        | 13.4 (56.1)        | 15.7 (60.3)        | 19 (66)            | 22.4 (72.3)        | 24 (75)            | 24.3 (75.7)        | 21.8 (71.2)        | 17.5 (63.5)        | 13.1 (55.6)        | 9.9 (49.8)         | 16.8 (62.2)        |
| 日均气温 °C（°F）   | 6.6 (43.9)         | 7.3 (45.1)         | 9.3 (48.7)         | 11.3 (52.3)        | 14.6 (58.3)        | 17.6 (63.7)        | 19.3 (66.7)        | 19.4 (66.9)        | 16.8 (62.2)        | 13.7 (56.7)        | 9.5 (49.1)         | 6.6 (43.9)         | 12.7 (54.9)        |
| 平均低温 °C（°F）   | 3.6 (38.5)         | 3.7 (38.7)         | 5.2 (41.4)         | 6.8 (44.2)         | 10.2 (50.4)        | 12.9 (55.2)        | 14.5 (58.1)        | 14.5 (58.1)        | 11.9 (53.4)        | 9.9 (49.8)         | 5.9 (42.6)         | 3.3 (37.9)         | 8.5 (47.3)         |
| 历史最低温 °C（°F） | −11 (12)           | −5.5 (22.1)        | −8 (18)            | −3 (27)            | 0 (32)             | 4 (39)             | 7 (45)             | 7 (45)             | 3 (37)             | −3 (27)            | −5 (23)            | −8 (18)            | −11 (12)           |
| 平均降水量 mm（）   | 101.1 (3.98)       | 78.2 (3.08)        | 72.5 (2.85)        | 70.2 (2.76)        | 63 (2.5)           | 40.4 (1.59)        | 56.5 (2.22)        | 51.9 (2.04)        | 61.6 (2.43)        | 96.4 (3.80)        | 116.9 (4.60)       | 115.9 (4.56)       | 924.6 (36.40)      |
| 月均日照時數        | 70.1               | 95.1               | 137.6              | 182.5              | 204.9              | 230.1              | 223                | 215.9              | 192.6              | 115.8              | 84.9               | 74.8               | 1,827.3            |
| 来源：infoclimat.fr |                    |                    |                    |                    |                    |                    |                    |                    |                    |                    |                    |                    |                    |

## 行政区划
瓦讷是法国布列塔尼大区莫尔比昂省的一个市镇，编号为56260，它也是莫尔比昂省的省会。瓦讷下辖瓦讷区，隶属于莫尔比昂省第一选区，管理瓦讷第一县、第二县和第三县，同时也是瓦讷城市圈公共社区的办公驻地。
瓦讷市镇被划为7个街区，并实行街区自治制度。
法国国家统计与经济研究所（简称）在进行数据统计时，将瓦讷及相邻的另外3个市镇设为瓦讷城市核心区，并将包括核心区在内的周边共32个市镇划为瓦讷城市区。自2020年起，瓦讷城市区被包含47个市镇的瓦讷城市辐射区代替。此外，还将瓦讷市镇分为了29个“块区”（IRIS），以便于统计人口分布情况。

## 交通

### 公路
法国国道N165线和N166线在瓦讷市区北部交汇，另有多条莫尔比昂省省道经过瓦讷境内，布列塔尼大区公共交通开行由瓦讷前往圣布里厄、欧赖等地的城际客车，同时有校车线路可前往周边部分市镇。
2018年，67.8%的瓦讷家庭拥有至少一辆私人汽车。2019年，瓦讷境内共发生各类交通事故47起，造成4人遇难，52人受伤。
| 巴黎-奥尔良门 | 456 |

| 里昂-佩拉什 | 792 |

| 马赛-圣夏尔 | 1,100 |

| 波尔多 | 461 |

| 卡昂 | 296 |

| 雷恩 | 115 |

| 南特 | 113 |

| 圣布里厄 | 119 |

| 布雷斯特 | 186 |

| 坎佩尔 | 121 |

| 洛里昂 | 60 |

| 欧赖 | 19 |

| 蓬蒂维 | 53 |

| 卢代阿克 | 66 |

| 孔卡尔诺 | 108 |

| 圣纳泽尔 | 89 |

| 勒东 | 61 |

| Inzinzac-Lo. | 52 |

| 沙托布里扬 | 123 |

| 迪南 | 121 |

### 铁路

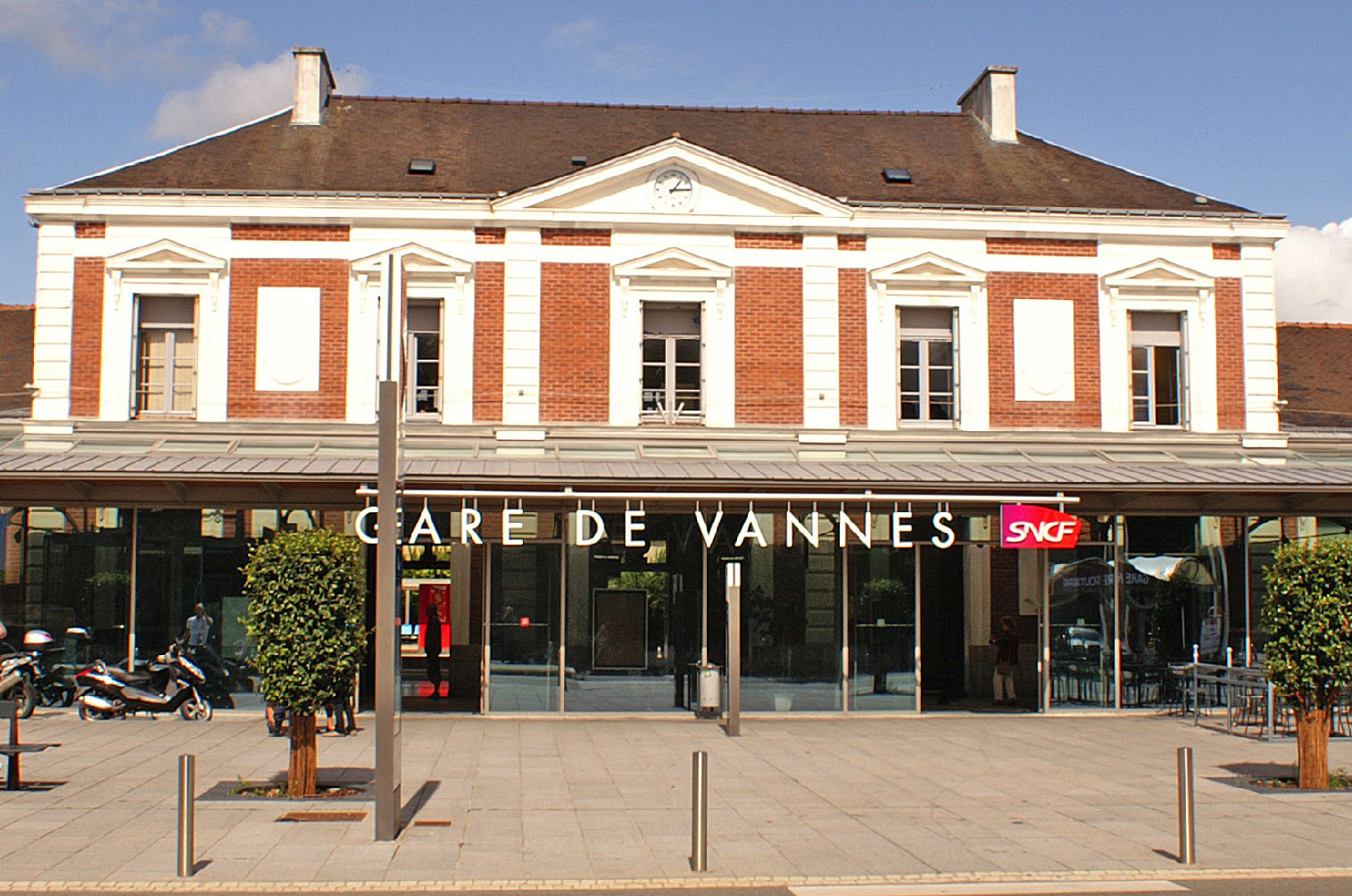
瓦讷火车站

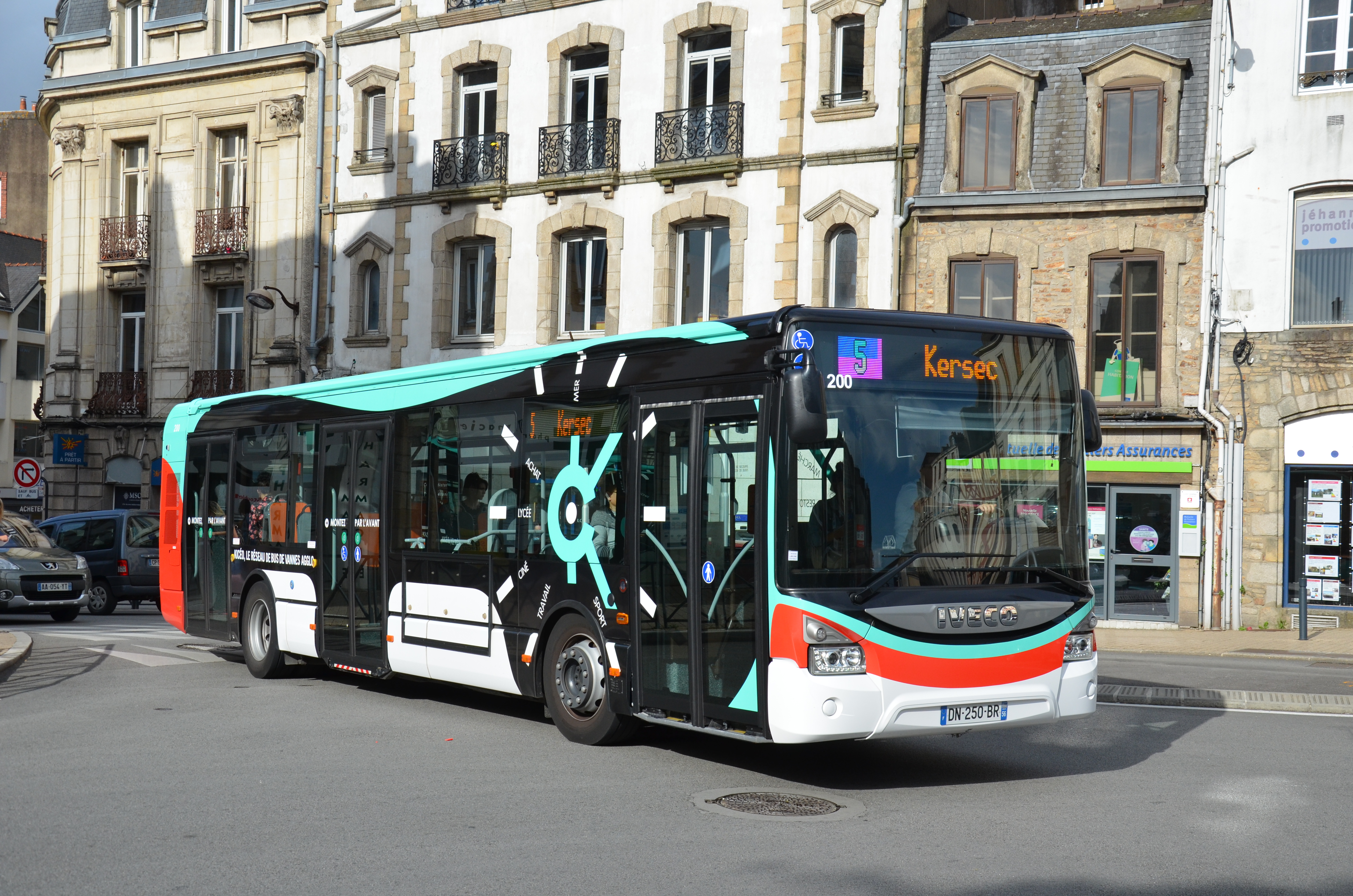
瓦讷公交5路

瓦讷位于萨沃奈－朗代诺铁路上，该铁路横贯布列塔尼半岛南部，是法国重要的区域铁路干线。瓦讷站位于市区北部，该站停靠往返于巴黎和坎佩尔之间的高速列车和往返于坎佩尔和雷恩或南特之间的区域列车。

### 航空
瓦讷机场位于瓦讷市区以北9公里处，1992年以前开行直达巴黎的航班，后因高铁开通而停运，现不定期开行旅游及商务航线，由Edeis负责管理。
距离瓦讷最近的民用航空站为洛里昂机场，距离瓦讷市中心的公路里程约64公里。

### 水运
瓦讷港是一个位于瓦讷老城区的综合性船坞，供小型游轮、渔船及私人船只停靠。

### 城市公共交通
瓦讷城市公共交通（商业名称为）是当地的城市公共交通系统，由凯奥雷斯负责运营，截至2020年9月，该系统共包括14条市区线路、10条郊区线路和多条定制公交线路，路网覆盖了城市圈公共社区内的所有市镇。
瓦讷城市公共交通自2009年起提供公共自行车服务。

## 政治

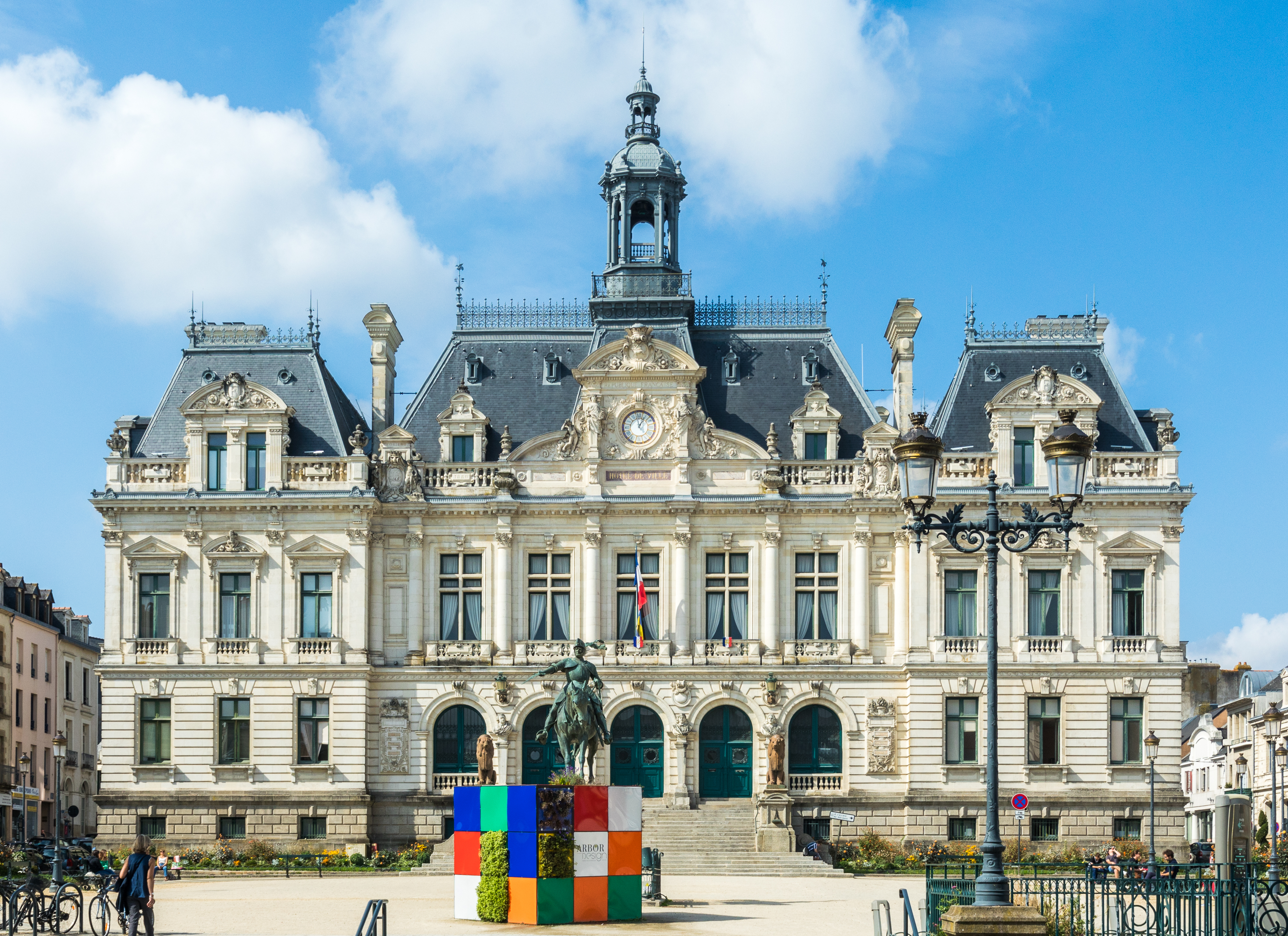
瓦讷市政厅

### 市政内阁
瓦讷的现任市长为达维德·罗博先生，他是一名右翼无党派人士，在2020年的市政选举中获得了50.92%的支持率。
在2017年的法国总统大选中，法国第25任总统埃马纽埃尔·马克龙在瓦讷获得了80.67%的支持率。
| 瓦讷历届市长   |                                  |                                              |
| 任期           | 市长                             | 党派                                         |
| 1945年－1965年 | Francis Decker 弗朗西斯·德克尔   | MRP人民共和运动                              |
| 1965年－1977年 | Raymond Marcellin 雷蒙·马塞兰    | RAD激进党                                    |
| 1977年－1983年 | Paul Chapel 保罗·沙佩尔          | UDF法国民主联盟 →PR法国共和人党              |
| 1983年－2001年 | Pierre Pavec 皮埃尔·帕韦克       | UDF法国民主联盟 →PR法国共和人党              |
| 2001年－2004年 | François Goulard 弗朗索瓦·古拉尔 | DL民主自由 →UMP人民运动联盟                  |
| 2004年－2006年 | Norbert Trochet 诺贝尔·特罗谢    | UMP人民运动联盟                              |
| 2006年－2011年 | François Goulard 弗朗索瓦·古拉尔 | UMP人民运动联盟                              |
| 2011年－       | David Robo 达维德·罗博           | UMP人民运动联盟 →LR共和黨 →DVD右翼无党派人士 |

### 各级选举
| 瓦讷历届投票选举结果 |                    |              |                                       |          |              |                                       |            |          |
| 选举项目             | 选区单位           | 选举结果     | 选举结果                              | 选举结果 | 选举结果     | 选举结果                              | 选举结果   | 参考资料 |
| 选举项目             | 选区单位           | 第一轮胜出者 | 第一轮胜出者                          | 支持率   | 第二轮胜出者 | 第二轮胜出者                          | 支持率     | 参考资料 |
| 2017年法國總統選舉   | 瓦讷市镇           |              | 埃马纽埃尔·马克龙                     | 31.63%   |              | 埃马纽埃尔·马克龙                     | 80.67%     | [ 24 ]   |
| 2017年法国立法选举   | 莫尔比昂省第一选区 |              | 埃尔韦·佩卢瓦                         | 41.9%    |              | 埃尔韦·佩卢瓦                         | 61.66%     | [ 24 ]   |
| 2019年欧洲议会选举   | 瓦讷市镇           |              | 复兴运动党                            | 32.24%   | （不适用）   | （不适用）                            | （不适用） | [ 24 ]   |
| 2021年法国省级选举   | 瓦讷第一县         |              | 穆罕默德·阿兹加格 克里斯蒂娜·庞努埃特 | 33.26%   |              | 穆罕默德·阿兹加格 克里斯蒂娜·庞努埃特 | 57.4%      | [ 25 ]   |
| 2021年法国省级选举   | 瓦讷第二县         |              | 德尼·贝尔托洛姆 索菲·勒布勒通         | 52.99%   |              | 德尼·贝尔托洛姆 索菲·勒布勒通         | 54.17%     | [ 25 ]   |
| 2021年法国省级选举   | 瓦讷第三县         |              | 吉勒·迪费尼厄 加埃尔·法沃内克         | 50.11%   |              | 吉勒·迪费尼厄 加埃尔·法沃内克         | 52.99%     | [ 25 ]   |
| 2021年法国大区选举   | 瓦讷市镇           |              | 伊萨贝尔·勒卡莱内克                   | 19.27%   |              | 伊萨贝尔·勒卡莱内克                   | 25.32%     | [ 26 ]   |

## 人口
2018年，瓦讷市镇人口数量为53,438，在法国排名第117位。其中男性24,731人，女性28,707人，75岁及以上人口占11.3%，外籍人口数量为15,727人，人口密度为1,654人/平方公里，当地居民被称为（男性）或（女性）。2019年，瓦讷境内出生481人，死亡人口644人。
| 年份   | 1936   | 1946   | 1954   | 1962   | 1968   | 1975   | 1982   | 1990   | 1999   | 2006   | 2011   | 2016   | 2019   |
| ------ | ------ | ------ | ------ | ------ | ------ | ------ | ------ | ------ | ------ | ------ | ------ | ------ | ------ |
| 人口數 | 24,068 | 28,189 | 28,403 | 30,411 | 36,576 | 40,359 | 42,178 | 45,644 | 51,759 | 53,079 | 52,784 | 53,218 | 53,719 |

## 经济

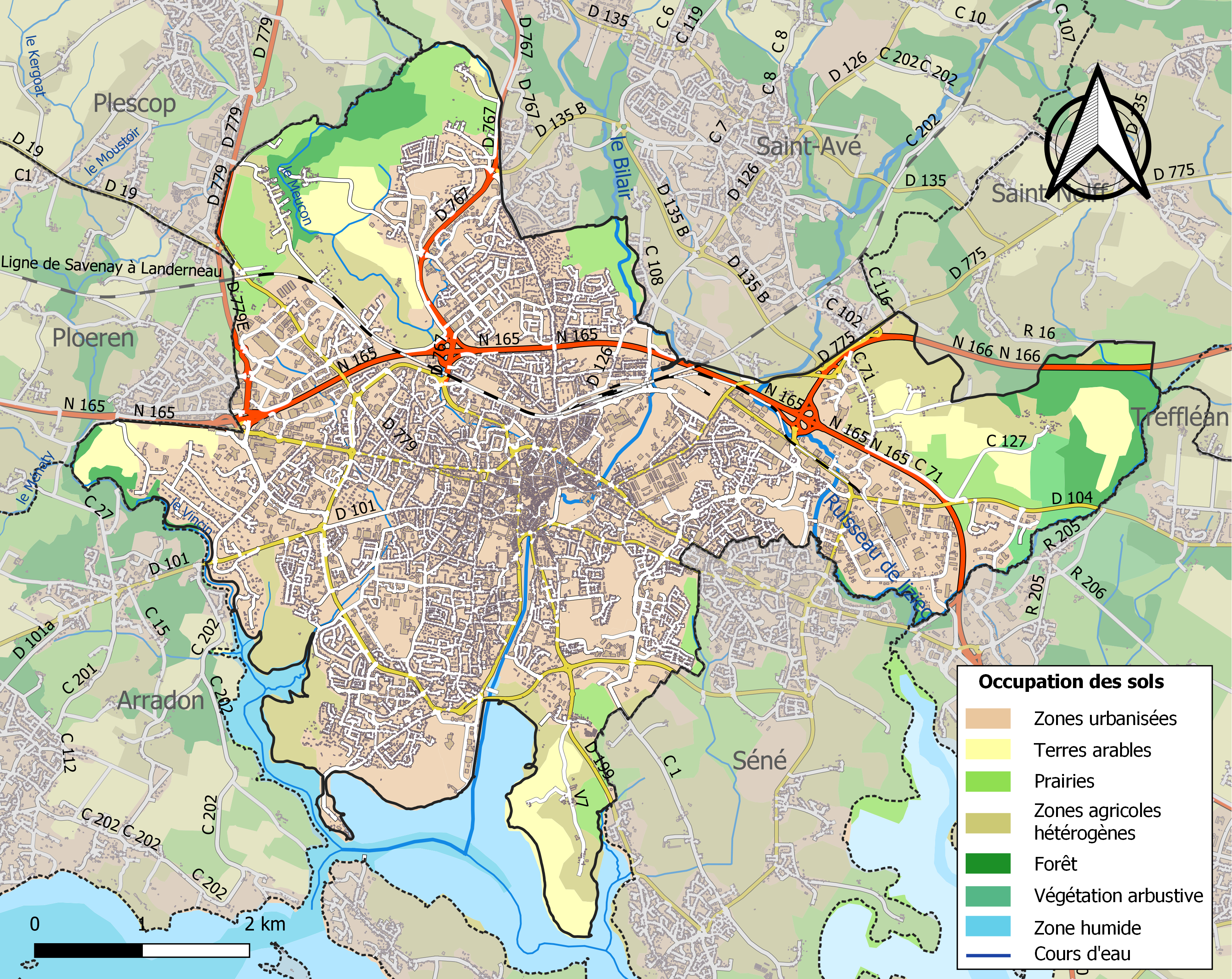
瓦讷土地利用情况地图

瓦讷是一个区域性的中心城市。截止2022年1月，瓦讷市镇范围内共有各类用人单位（包含自雇）11,093家，平均历史为15年，其中98.6%为中小型企业（PME）。（餐饮）、（汽车销售）及（汽车销售）是当地2020年营业额最高的三个企业，分别为155,701,495欧元、98,563,635欧元和76,533,487欧元。

## 财政与居民收入
2020年，瓦讷的财政收入总额为87,807,700欧元，财政支出总额为85,527,200欧元，当年的债务总额为68,316,000欧元。2021年，瓦讷共获得6,766,045欧元的国家财政补助，比上一年减少了1.15%。
2019年，瓦讷的人均月收入总额为2,291欧元，其中高级职员为4,138欧元，低于法国平均水平（4,230欧元）；中级职员为2,310欧元，低于法国平均水平（2,411欧元）；普通职员为1,672欧元，亦低于法国平均水平（1,740欧元）。
2018年，瓦讷境内的青壮年（15至64岁）失业率为15.9%，当地52.5%的家庭拥有纳税资格，平均纳税3,992欧元，高于法国平均水平（3,910欧元）。

## 社会事务

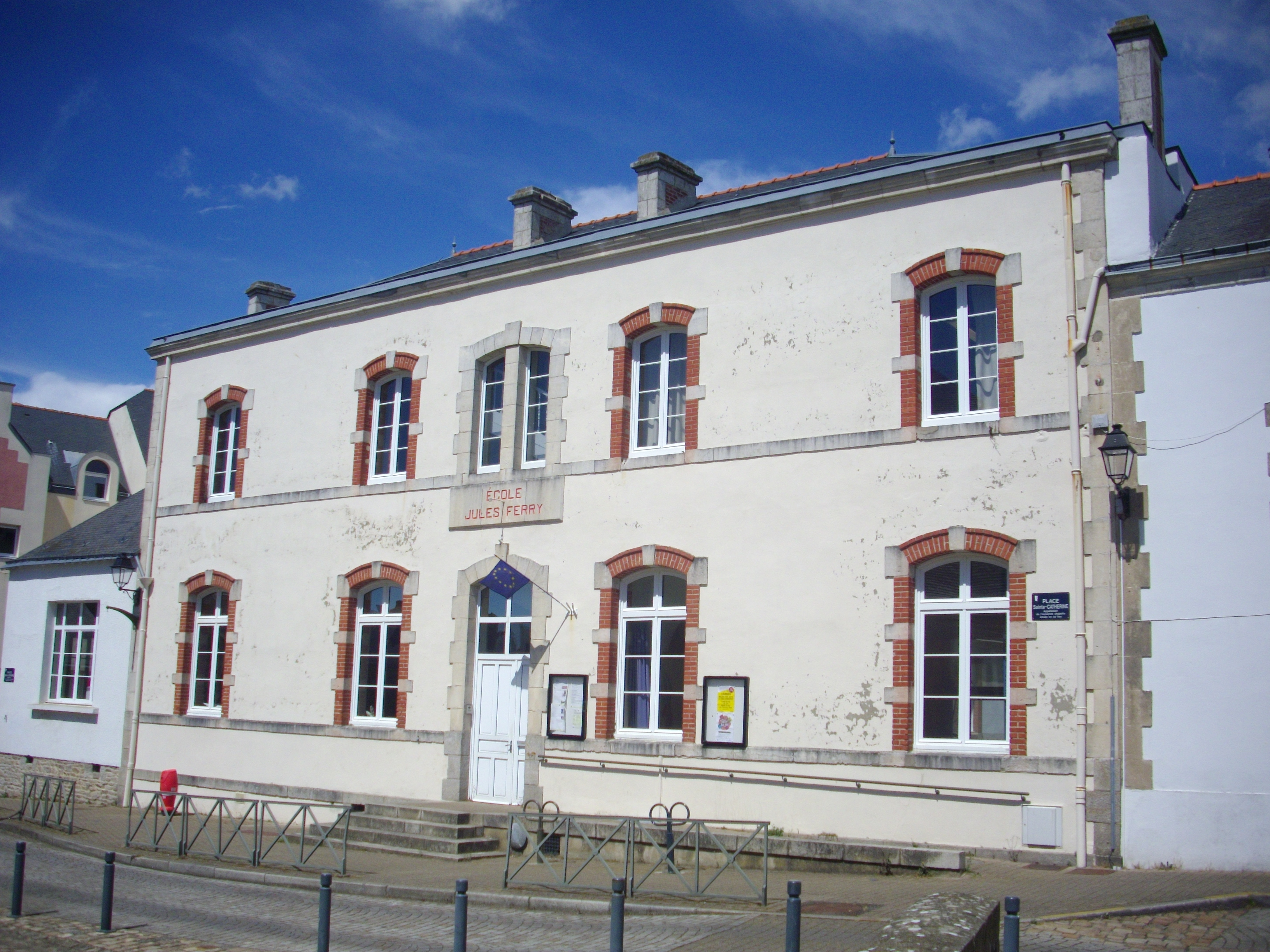
瓦讷境内的一处小学

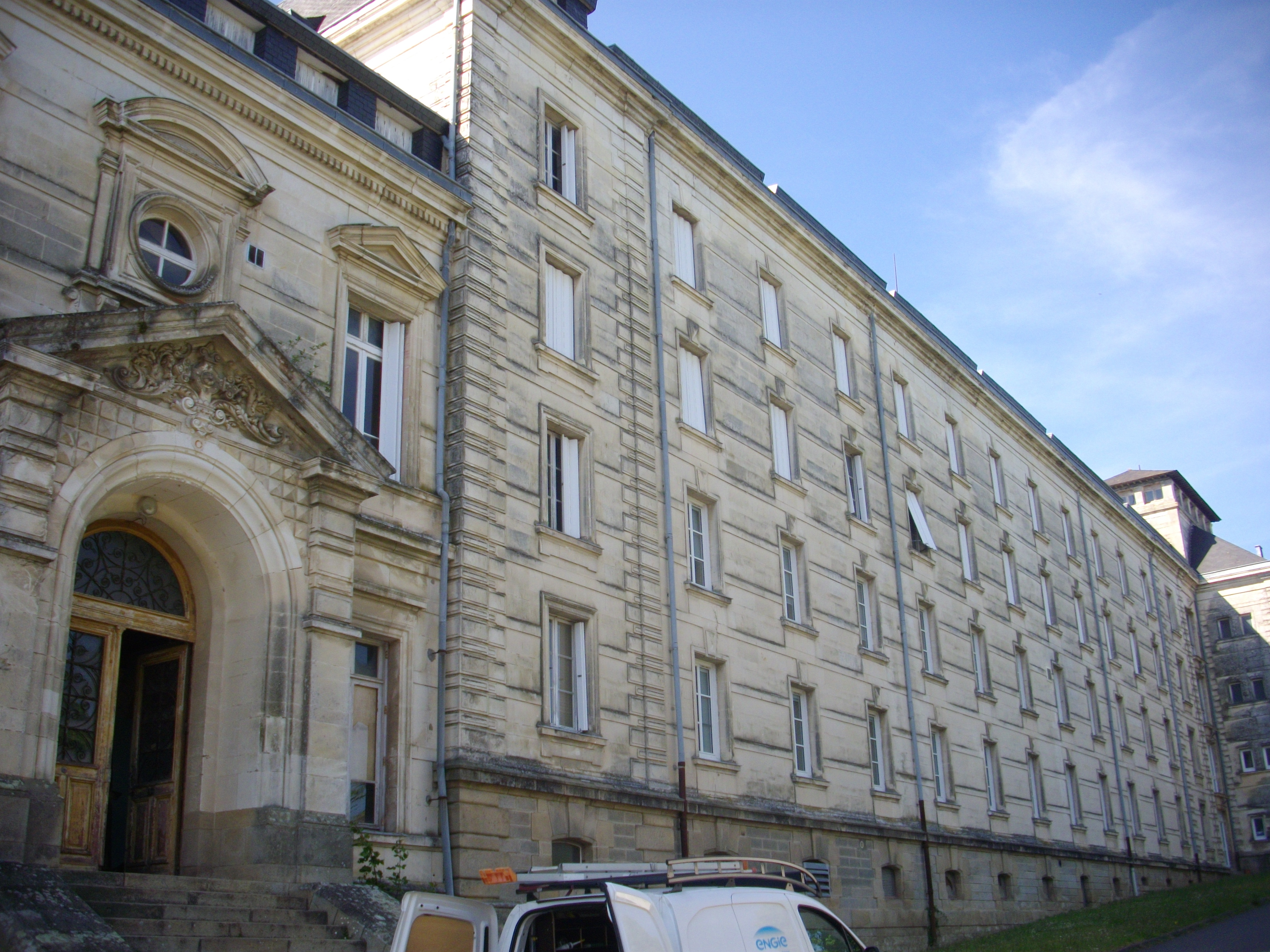
普罗斯佩尔·许贝尔医院

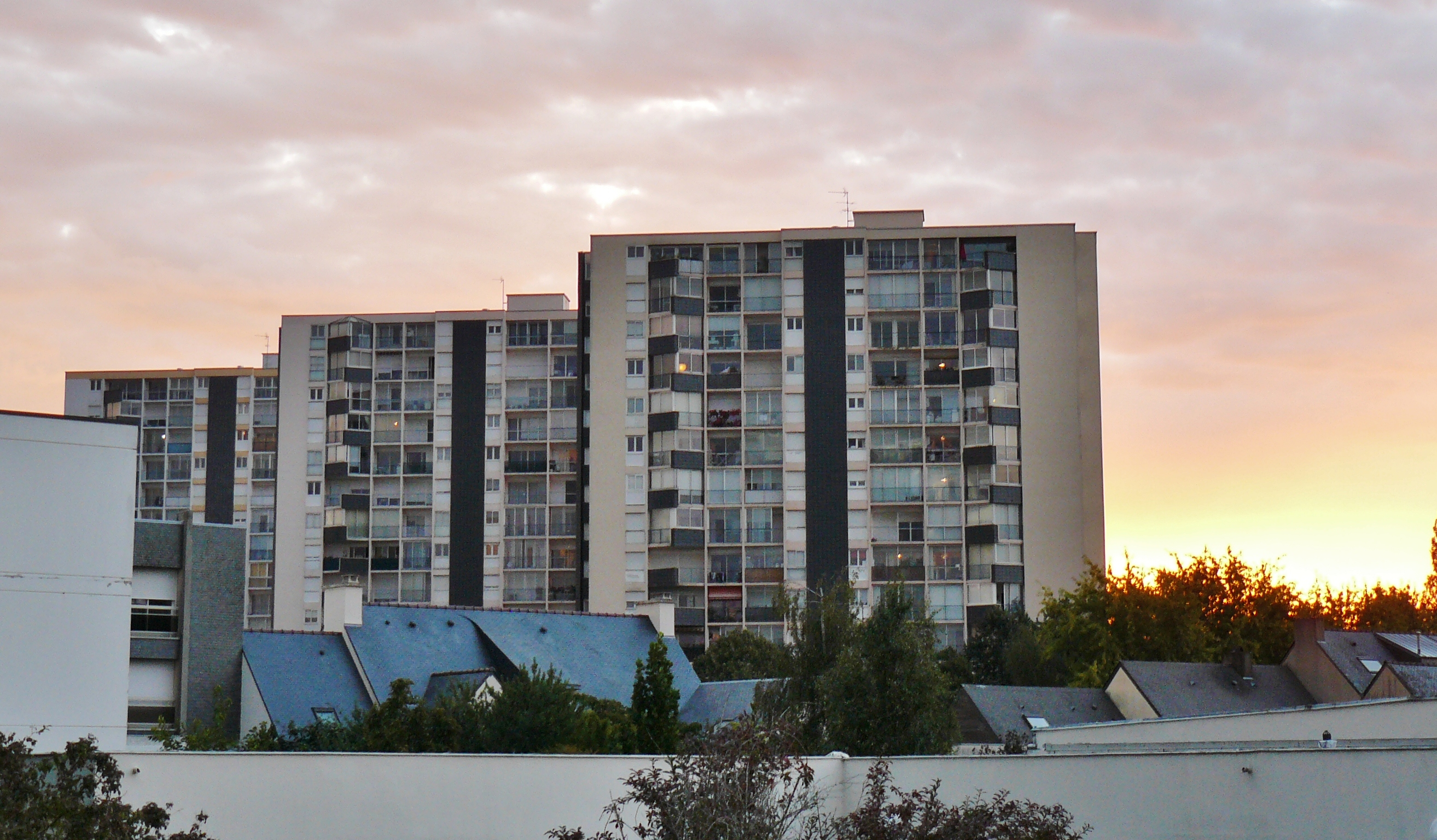
瓦讷梅尼米尔街区的住宅公寓

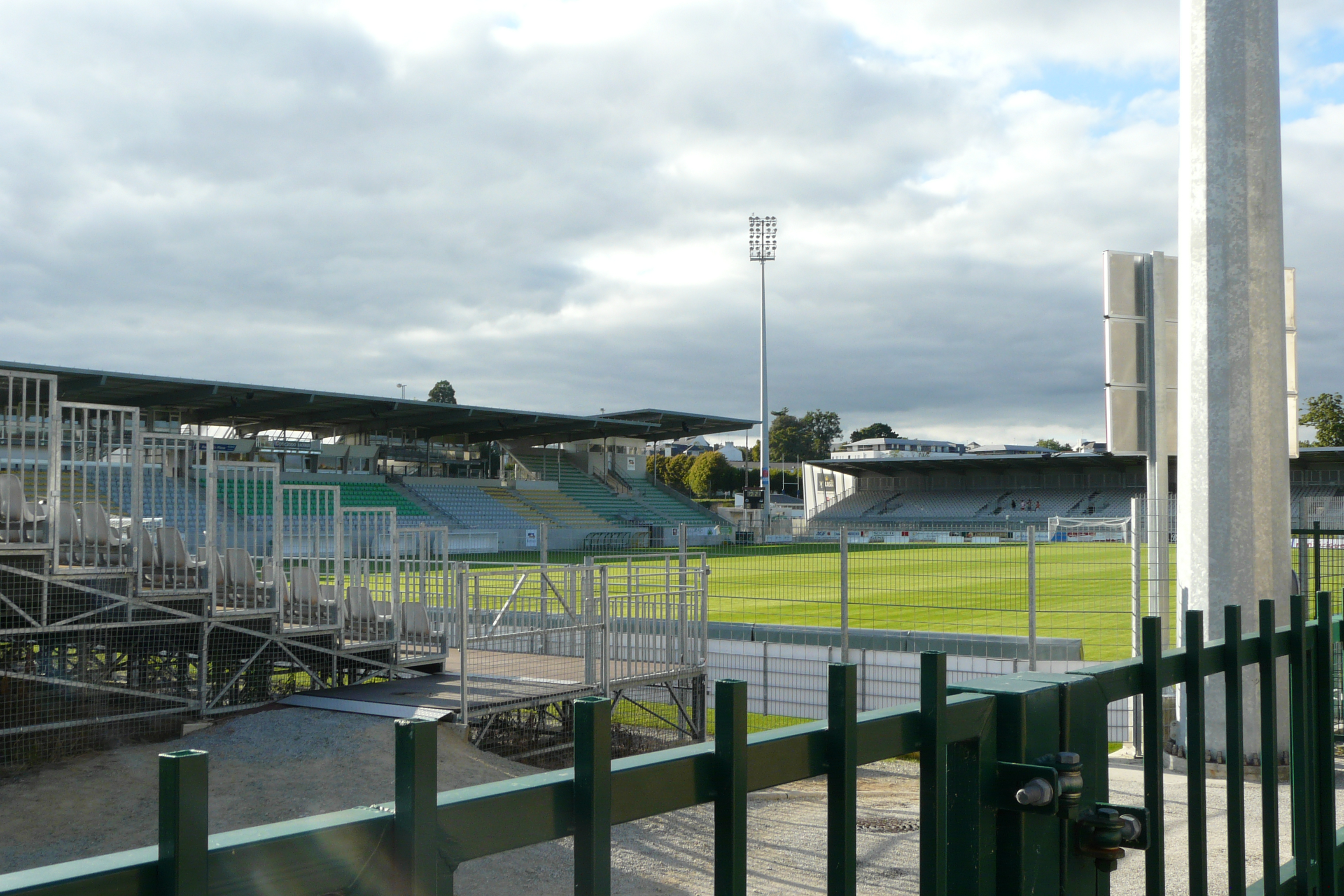
拉比讷球场

### 教育
瓦讷属于雷恩学区。截止2020年1月1日，瓦讷境内共有5所幼儿园、27所小学、7所初级中学、7所普通高中和5所职业高中。2018至2019学年度，瓦讷境内共有在校中小学生10,589名。
在高等教育方面，南布列塔尼大学是法国的一所公立综合性大学，在瓦讷境内设有校区；另有瓦讷应用技术学院位于其境内，该学院开设4个高职专业和9个职业本科专业。国立高等南布列塔尼工程师学校是法国的一所工程师学校，总部位于瓦讷。此外西部天主教大学亦在瓦讷设有一个校区。

### 医疗
截止2020年1月1日，瓦讷境内共有全科医生85名、保健师115名、牙医58名、护士118名、耳科医生8名、眼科医生15名、皮肤科医生9名、助产士10名、儿科医生12名和妇科医生16名。境内共有药房18家、养老院11家、残疾人帮扶中心5家。
布列塔尼-大西洋中心医院是法国的一个区域性医疗机构，其主病区普罗斯佩尔·许贝尔医院位于瓦讷市区，设有床位785个，开设数十个科室，是当地规模最大的公立综合性医院。

### 住房
2018年，瓦讷境内共有各类住房34,047套，比上一年增加了320套。在所有房屋类型中，30.4%为独立式居民区，散落分布于市区四周；69.1%为集中式居民区，主要分布于市区中北部和北部的梅尼米尔街区。常住房屋占瓦讷市镇范围内居民建筑总量的84.4%。
在住房保障政策方面，2020年，瓦讷境内共有8,681户家庭获得了住房经济补助，受益人数占总人口数量的16.2%，其中8,572份为房租补助。

### 商业
2019年，瓦讷境内共有各类实体商铺1,728家，其中餐厅254家、大型超市20家、杂货店22家、面包房67家、肉铺17家、书店32家、装饰品店5家、银行门店50家、美容美发店95家、汽车维修店51家。市区西北部建有大型开放式商业街区。

### 体育
2020年，瓦讷境内共有2家游泳池、15间体育馆、2座综合体育场、34处网球场、1处马术场、15处足球或橄榄球场以及10处篮球或排球场。
截至2022年1月，瓦讷境内共有10家注册足球俱乐部。瓦讷奥林匹克俱乐部（编号547500）是当地的代表性足球队，其主场位于市区东部的泰克斯-努瓦亚洛境内，该俱乐部成立于1998年，曾于2008至2011年之间参加法国足球乙级联赛，2021至2022赛季参加法國全國乙組聯賽（法丁）。梅尼米尔体育联盟（AS Ménimur，编号523863）则是当地的另一家球队，2021至2022赛季参加布列塔尼大区足球联赛，其主场凯里扎克市政球场（Stade Municipal de Kérizac）位于市区北部。
瓦讷橄榄球俱乐部是当地的一支橄榄球俱乐部，成立于1950年，2016年首次参加职业联赛，2021至2022赛季参加法国橄榄球乙级联赛，其主场拉比讷球场建成于2001年，可容纳超过9,000名观众，是当地主要的体育设施。
瓦讷排球俱乐部成立于1964年，其女子队曾获得2014年的法国排球联赛冠军。

### 环境
瓦讷的环境事务由其所属的瓦讷城市圈公共社区负责。2019年，瓦讷境内共有2家污染企业。

### 治安
2019年，瓦讷市镇范围内共有1处派出所和1处宪兵队。2020年，瓦讷宪兵总队辖区内累计发生各类案件2,408起，其中盗窃类案件961起，经济类案件258起，毒品交易类案件366起。

## 文化
2019年，瓦讷境内共有1家剧场、2家电影院、2家博物馆和1家音乐厅。瓦讷市政府提供多媒体中心，向公众全年开放。

### 建筑
瓦讷是法国艺术与历史之城，境内有多处法国国家文物保护单位，其中圣伯多禄主教座堂、圣帕泰恩教堂、利米尔宫、埃尔米讷城堡和环绕瓦讷老城的城墙遗址等为当地的代表性建筑物。
瓦讷因当地的木质结构房屋而闻名，当地老城区的传统居民房屋多为此结构。

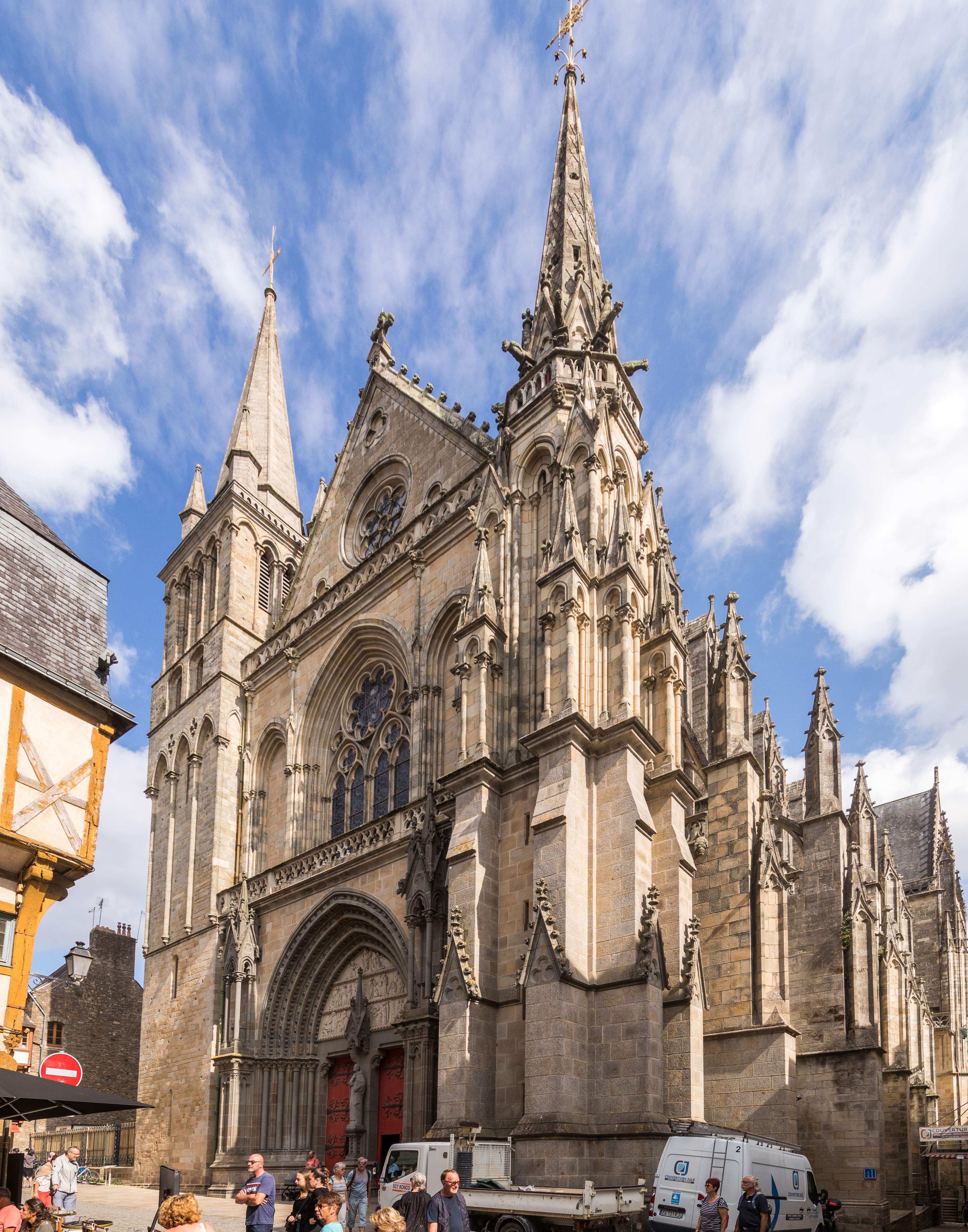
圣伯多禄主教座堂
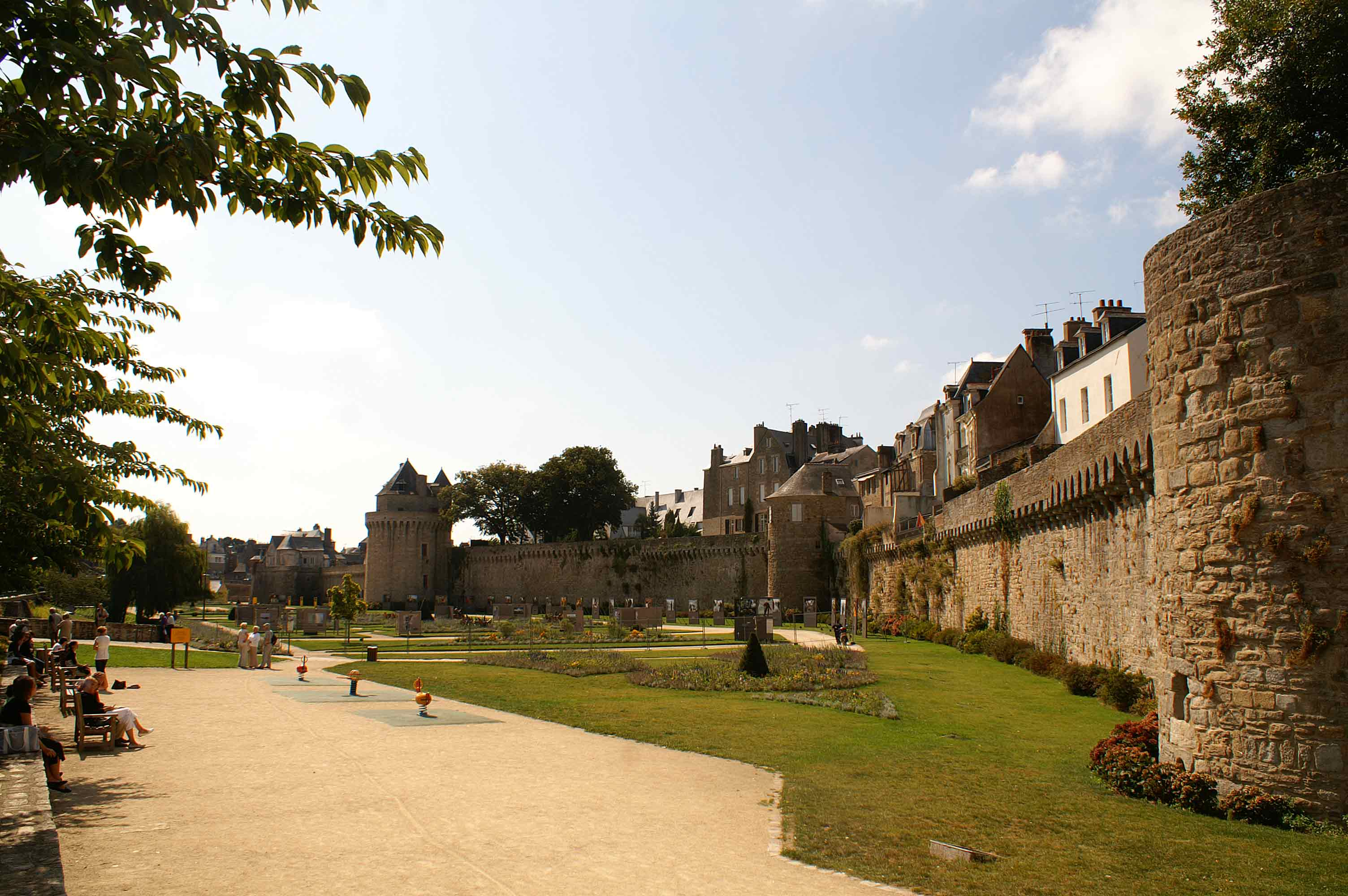
瓦讷城墙（法语：Remparts de Vannes）
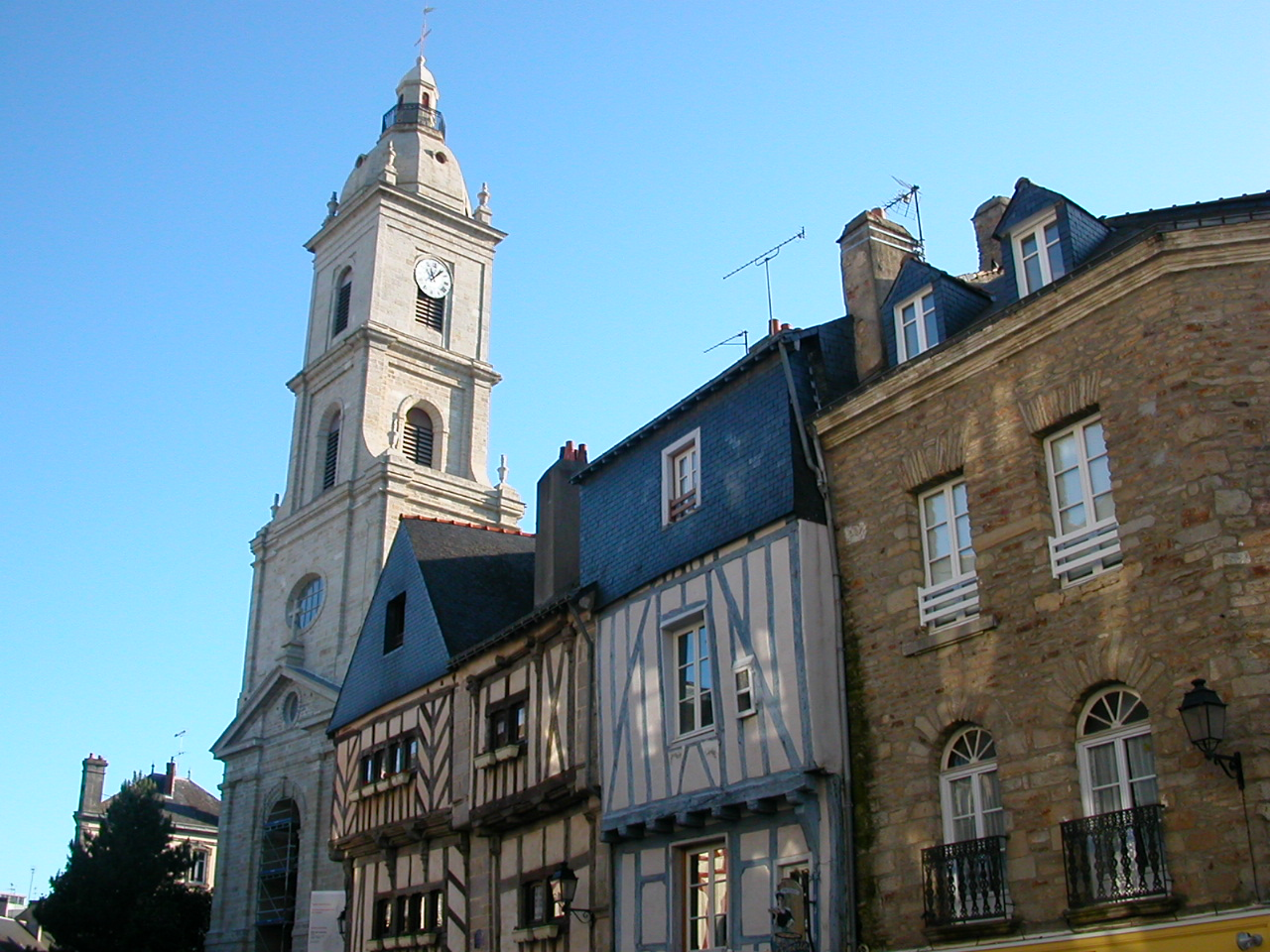
圣帕泰恩教堂（法语：Église Saint-Patern de Vannes）钟楼
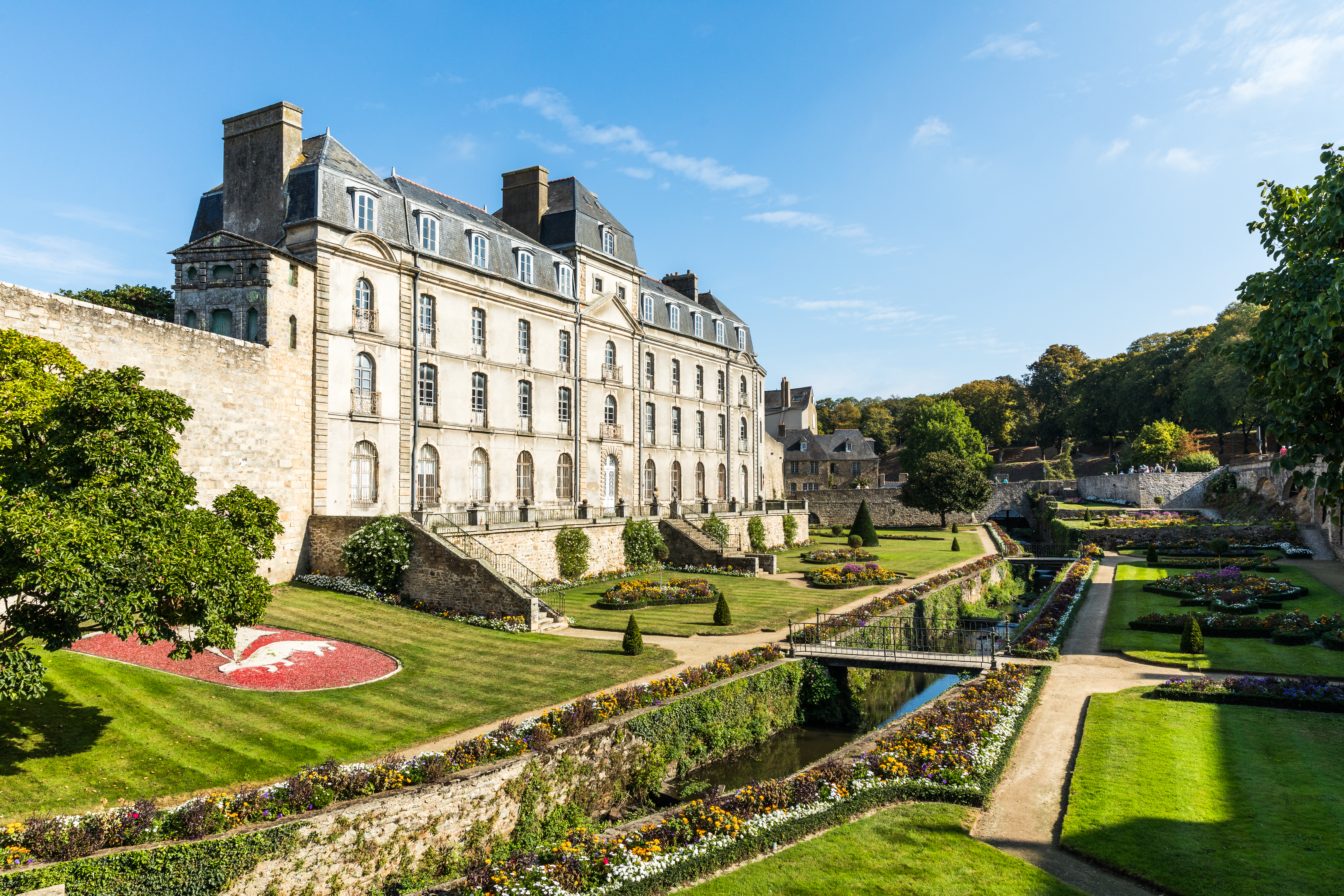
埃尔米讷城堡（法语：Hôtel Lagorce）
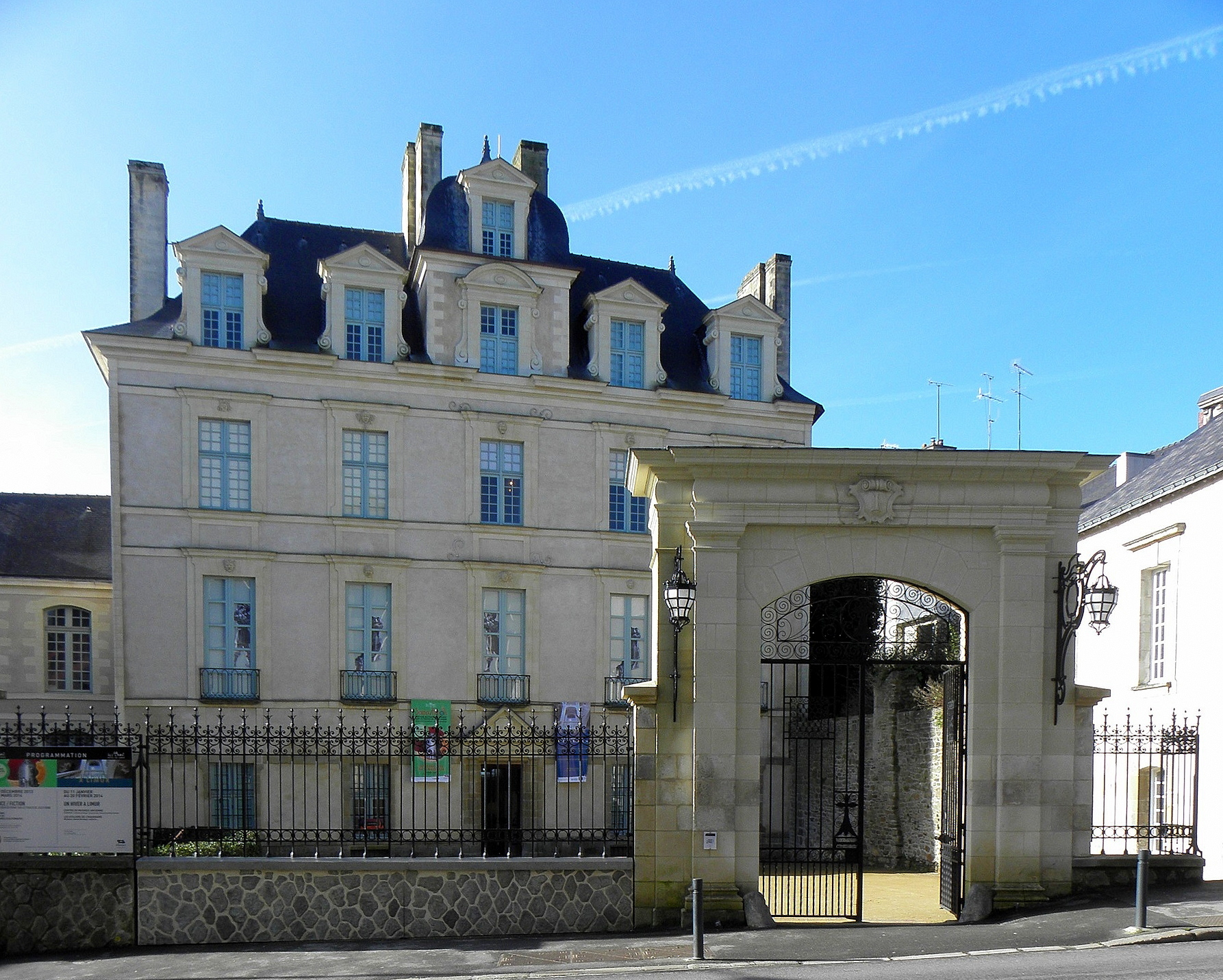
利米尔宫（法语：Hôtel de Limur）
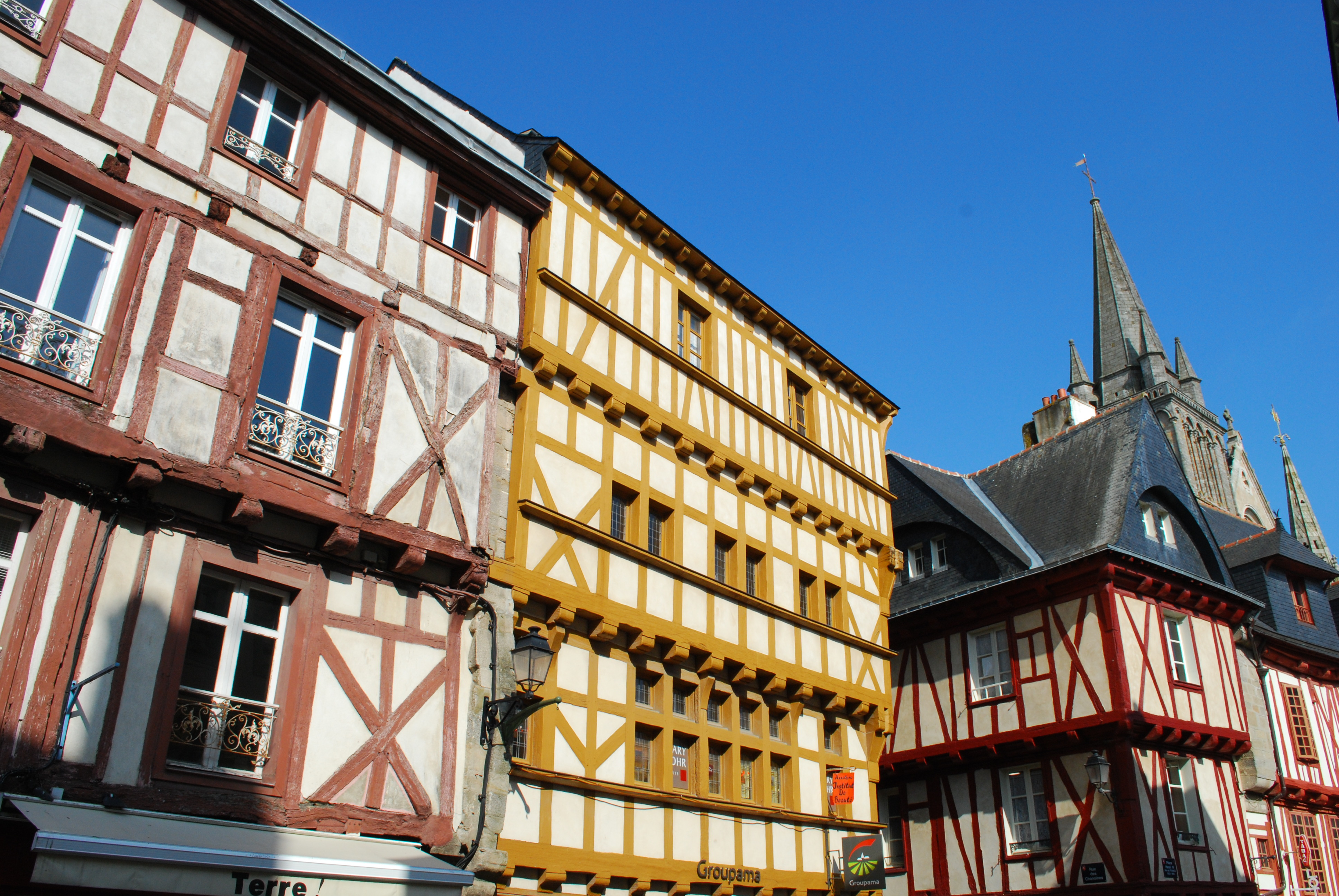
瓦讷传统民居
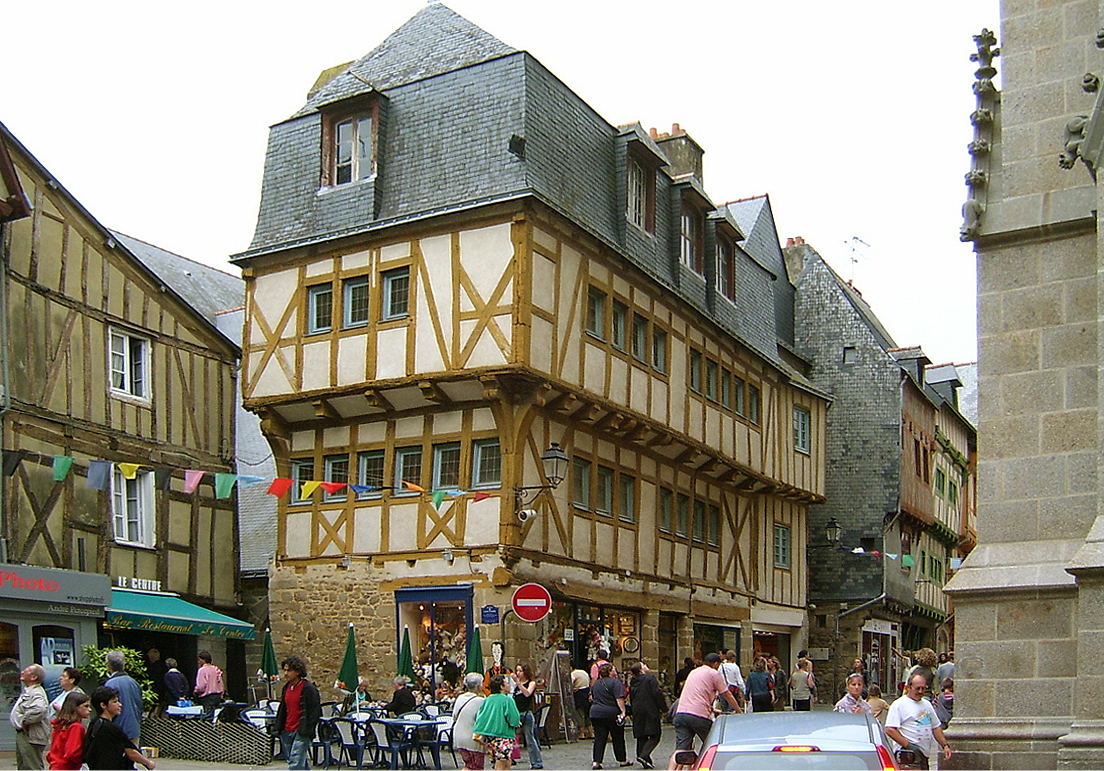
瓦讷美术馆（法语：Musée des Beaux-Arts La Cohue de Vannes）

### 旅游

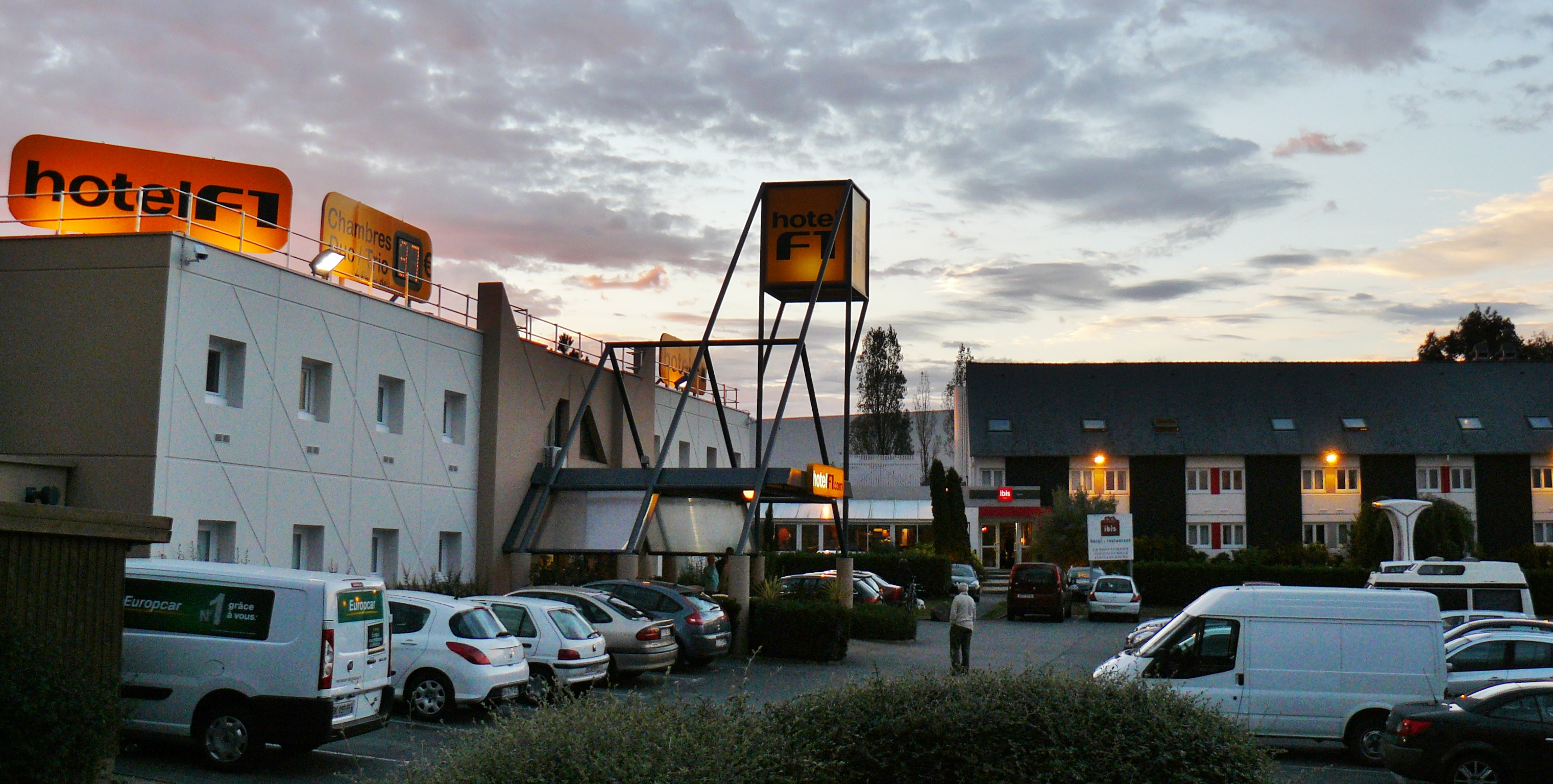
瓦讷附近的一处酒店

瓦讷的旅游事务由其所属的瓦讷城市圈公共社区负责，古城建筑参观和海上游览是当地主要的旅游项目，瓦讷水族馆是当地重要的旅游景点。2021年，瓦讷境内共有23家酒店共计1,118间房间；另有1个露营地，可容纳共208辆露营车。

### 媒体
法国主要的媒体均可在瓦讷接收，法国电视三台下属的布列塔尼大区频道在部分时段播出瓦讷所属区域的地方新闻。南部布列塔尼电视台、蓝色法兰西阿摩里卡广播、南莫尔比昂广播、瓦讷布列塔尼语广播等是当地主要的地方性媒体。

### 语言
瓦讷历史上通用布列塔尼语，其布列塔尼语名称为，自法国大革命及工业革命后逐渐被现代法语代替。二战后，法国政府积极保护布列塔尼语及其文化，并成立布列塔尼语促进组织，2018年，瓦讷境内共有560名中小学生参加布列塔尼语课程。

## 相关人物
布列塔尼公爵约翰五世和弗朗索瓦一世、法国画家保罗·塞萨尔·埃勒、政治家阿道夫·比约、经济学家塞尔日·拉图什、导演亞倫·雷奈、足球运动员加埃尔·达尼克和席尔万·马尔沃出生于瓦讷。

## 友好城市
截至2020年9月，瓦讷共与四座城市互为友好城市关系：

| - 比利时 蒙斯 - 德国 库克斯港 | - 英国 费勒姆 - 波蘭 瓦乌布日赫 |